# The Big 4: Live from Sofia, Bulgaria
The Big 4: Live from Sofia, Bulgaria е музикално DVD/Blu-Ray съдържащо концертни изпълнения на голямата четворка на траш метъла – Металика, Мегадет, Слейър и Антракс. Записано е на 22 юни 2010 година на националния стадион „Васил Левски“ в София пред 60 хилядна публика от цяла България, както и гости от Сърбия, Гърция, Турция, Испания, Мароко, Великобритания, Естония, Литва, Латвия, Унгария, Франция, Дания и САЩ. . Издадено е на 29 октомври същата година, в каталога на Universal/Vertigo за Европа. Събитието е част от европейския музикален фестивал „Sonisphire Festival“ и в частност „Sofia Rocks powered by Sonisphere“ .
Според Billboard.com събитието е излъчено в High Definition пряко чрез сателит в 800 киносалона на три континента в 32 държави и е гледано от над 10 000 000 фенове .

## Издания
Съществуват три различни версии на изданието:
- 2 DVD Set с изпълненията на четирите банди плюс документални кадри зад сцената, интервюта и репетиции за изпълнението на Am I Evil?
- Limited Deluxe Box включващ две DVD и пет CD с пълните концертни изпълнения на четирите банди; луксозна книжка с 24 страници; плакат от Sonisphere Festival; четири плаката на всяка от метъл групите; и копие на перцето за китара, използвано от Джеймс Хетфийлд по време на концерта.
- 2 Disc Blu-Ray включващ пълните изпълнения на четирите банди в HD, плюс документални кадри зад сцената, интервюта и репетиции за изпълнението на Am I Evil?.[4]

## Постижения
„The Big 4: Live from Sofia, Bulgaria“ дебютира на първа позиция в класацията на Billboard „Top Music Videos“ с продадени 22 000 копия в първата си седмица на музикалния пазар. Регистрирани са първи позиции също в Канада, Великобритания и Австрия, а в Германия стига до номер четири . Изданието е със златен статус в Германия, платинен в Бразилия и двойно платинен в Австралия и САЩ.

## Подготовка за концерта
Шоуто в България е предшествано от концерти в Полша, Швейцария и Чехия. Голямата четворка избира именно София за запечатването на изпълнението си в DVD издание, както и излъчването му на живо.
За нуждите на двудневния спектакъл е изграден бакстейдж върху 1500 м2 площ. Там работят около 500 души, в лицето на антуража на всяка една от групите и 1000 души български персонал, грижещ се за провеждането на събитието. Снимачният екип от страна на „Splinter Films“ наброява 60 души. Затворени за движение са някои от централните пътни артерии на столицата. Ангажирани са и 250 полицая за опазването на реда. 
След концерта музикантите продължават турнето си в Гърция, Румъния и Турция.

## Хронология на изпълненията

### Антракс
| 1. „Caught in a Mosh“ – 6:04 2. „Got the Time“ – 3:42 3. „Madhouse“ – 4:24 4. „Be All, End All“ – 8:00 5. „Antisocial“ – 6:37 6. „Indians“/Heaven and Hell – 10:10 7. „Medusa“ – 5:53 8. „Only“ – 6:46 9. „Metal Thrashing Mad“ – 3:27 10. „I Am the Law“ – 8:14 | Музиканти: - Джоуи Беладона – вокал - Роб Каджано – китари - Скот Ян – китари - Франк Бело – бас - Чарли Бенанте – барабани |

### Мегадет
| 1. „Holy Wars... The Punishment Due“ – 6:33 2. „Hangar 18“ – 5:04 3. „Wake Up Dead“ – 3:44 4. „Head Crusher“ – 3:18 5. „In My Darkest Hour“ – 5:26 6. „Skin o' My Teeth“ – 3:14 7. „À Tout le Monde“ – 4:28 8. „Hook in Mouth“ – 4:39 9. „Trust“ – 5:04 10. „Sweating Bullets“ – 4:50 11. „Symphony of Destruction“ – 4:15 12. „Peace Sells“/Holy Wars Reprise – 10:22 | Музиканти: - Дейв Мъстейн – вокал, китари - Крис Бродерик – китари - Дейвид Елефсън – бас - Шон Дроувър – барабани |

### Слейър
| 1. „World Painted Blood“ – 6:26 2. „Jihad“ – 4:31 3. „War Ensemble“ – 5:09 4. „Hate Worldwide“ – 3:11 5. „Seasons in the Abyss“ – 6:24 6. „Angel of Death“ – 5:34 7. „Beauty Through Order“ – 5:11 8. „Disciple“ – 5:07 9. „Mandatory Suicide“ - 4:14 10. „Chemical Warfare“ – 5:50 11. „South of Heaven“ – 4:30 12. „Raining Blood“ – 5:39 | Музиканти: - Том Арая – вокал, бас - Джеф Ханеман – китари - Кери Кинг – китари - Дейв Ломбардо – барабани |

### Металика
| 1. „Creeping Death“ – 8:11 2. „For Whom the Bell Tolls“ – 4:29 3. „Fuel“ – 4:15 4. „Harvester of Sorrow“ – 6:18 5. „Fade to Black“ – 7:31 6. „That Was Just Your Life“ – 6:53 7. „Cyanide“ – 7:16 8. „Sad but True“ – 6:33 9. „Welcome Home (Sanitarium)“ – 6:14 10. „All Nightmare Long“ – 7:50 11. „One“ – 8:34 12. „Master of Puppets“ – 8:06 13. „Blackened“ – 7:58 14. „Nothing Else Matters“ – 5:56 15. „Enter Sandman“ – 11:08 16. „Am I Evil?“ (with members of Anthrax, Megadeth and Slayer) - 6:05 17. „Hit the Lights“ – 5:25 18. „Seek & Destroy“ – 12:40 | Музиканти: - Джеймс Хетфийлд – вокал, китари - Кърк Хамет – китари - Робърт Трухильо – бас - Ларс Улрих – барабани |